# Megan Giglia
Megan Giglia, MBE (* 26. März 1985 in Stratford-upon-Avon) ist eine britische Behinderten-Radsportlerin, die auf Straße und Bahn in der Klasse C3 aktiv ist.

## Sportlicher Werdegang
Im Januar 2013 erlitt die damals 27-jährige Megan Giglia einen Schlaganfall und war in der Folge rechtsseitig gelähmt.
Giglia, eine ehemalige Fitnesstrainerin, informierte sich über verschiedene Sportarten, die für sie künftig in Frage kommen würden, und entschied sich für Radsport. Sie nahm an einem Talentsuchwettbewerb des Verbandes British Cycling teil und wurde nach Auslesewettbewerben über sechs Monate im Mai 2014 in das Olympic Development Programme und zum Ende des Jahres in die Paralympic Academy aufgenommen.
2015 startete Megan Giglia in der Klasse C3 bei den Paracycling-Bahnweltmeisterschaften im niederländischen Apeldoorn und wurde jeweils Vierte im 500-Meter-Zeitfahren und in der Einerverfolgung. Im Jahre darauf, bei den UCI-Paracycling-Bahnweltmeisterschaften 2016 in Montichiari, Italien, errang Giglia zwei Titel: Im 500-Meter-Zeitfahren wurde sie Weltmeisterin mit der neuen Weltrekordzeit von 41,761 Sekunden. In der Einerverfolgung schlug sie im Finale die Deutsche Denise Schindler, Weltmeisterin des Vorjahres, nachdem sie in der Qualifikation ebenfalls einen neuen Weltrekord (4:06,756 Minuten) aufgestellt hatte. im Scratch errang sie Bronze.
Im Jahr darauf errang Giglia bei den Paralympics in Rio de Janeiro die Goldmedaille in der Einerverfolgung. Bei den Bahnweltmeisterschaften 2018 wurde sie Weltmeisterin im 500-Meter-Zeitfahren sowie Vize-Weltmeister in der Einerverfolgung.

## Erfolge
2015
- UCI Para-cycling Road World Cup – Straßenrennen, Einzelzeitfahren
- Manchester Para-cycling International – Einerverfolgung

2016
- Paralympics – Einerverfolgung
- Weltmeisterin – 500-Meter-Zeitfahren, Einerverfolgung
- Weltmeisterschaft – Scratch

2018
- Weltmeisterin – 500-Meter-Zeitfahren
- Weltmeisterschaft – Einerverfolgung